# Белецкий, Владимир Васильевич
Влади́мир Васи́льевич Беле́цкий  (2 мая 1930, Иркутск — 20 июля 2017, Москва) — советский и российский учёный в области небесной механики, автор трудов по теории вращательных движений искусственных и естественных небесных тел. Член-корреспондент РАН (1997), действительный член Международной академии астронавтики (1992) и Российской академии космонавтики им. К. Э. Циолковского (1994).

## Биография
В. В. Белецкий родился 2 мая 1930 года в г. Иркутске в семье врачей. Отец — эпидемиолог Василий Георгиевич Белецкий.
В 12-летнем возрасте потерял слух после перенесённой им тяжёлой формы менингита. В послевоенные годы семья переехала в Смоленск, где Белецкий закончил 7-ю среднюю школу с золотой медалью. В 1949 году он поступил на механико-математический факультет МГУ. Однокурсниками стали А. А. Боровков, А. Г. Витушкин, А. А. Гончар, Е. А. Девянин, У. А. Джолдасбеков, А. П. Ершов, А. М. Ильин, И. А. Кийко, В. Д. Клюшников, М. Л. Лидов, В. В. Лунёв, Р. А. Минлос, И. В. Новожилов, Н. А. Парусников, Г. С. Росляков, С. А. Шестериков.. 
После окончания университета в 1954 году Белецкий пришёл на работу в Институт прикладной математики АН СССР (ныне ИПМ им. М. В. Келдыша РАН). Под руководством М. В. Келдыша и Д. Е. Охоцимского он включается в работы по космонавтике. Его первая задача состояла в расчёте так называемых «гарантийных остатков» — избыточного количества ракетного топлива, необходимого для гарантированного выполнения задачи с учетом случайного недолива.
В дальнейшем Белецкий стал заниматься вращательным движением и стабилизацией спутников, рассматриваемых как твёрдое тело или составная конструкция (система твёрдых тел). Этой задаче и посвящена большая часть его научного творчества, включая кандидатскую (1962) и докторскую (1965) диссертации по теме «Движение искусственного спутника относительно центра масс». С 1969 г. — профессор кафедры теоретической механики и мехатроники мехмата МГУ, с 1996 г. — главный научный сотрудник ИПМ им. М. В. Келдыша РАН. С 2002 г. — заслуженный профессор МГУ.
Скончался 20 июля 2017 года в Москве. Похоронен на Троекуровском кладбище (участок 19а).

## Научная деятельность
В. В. Белецкий явился основоположником направления механики космического полёта в СССР, связанного с анализом и расчётом неуправляемого движения искусственных и естественных небесных тел относительно центра масс. Он создал развёрнутую теорию таких движений, включая исследование приливных эффектов, резонансных вращений, динамику тросовых систем, а также доказал теорему об устойчивости пассивной гравитационной стабилизации.
Под руководством Белецкого были выполнены первые работы, посвящённые определению фактического движения искусственных спутников Земли относительно центра масс по данным измерений бортовых датчиков ориентации.
Кроме этого, В. В. Белецкий занимался динамикой двуногой ходьбы и исследовал соотношение хаотических и регулярных траекторий в прикладных проблемах динамики.
В. В. Белецкий опубликовал более 200 научных работ, подготовил 26 кандидатов и 5 докторов наук. Он опубликовал 11 монографий, в том числе книгу «Очерки о движении космических тел», а также книгу мемуаров «Шесть дюжин».
Значительный резонанс среди читателей вызвало появление 1-го издания «Очерков о движении космических тел» (1972 г.). В этой книге, написанной живым и красочным языком, ясно и доступно излагались как классические, так и современные результаты исследований многих учёных (и самого автора) в области небесной механики. «Очерки» были проиллюстрированы И. В. Новожиловым, коллегой и близким другом автора ещё со студенческих времён. В рецензии на первое издание «Очерков» академики В. И. Арнольд и Я. Б. Зельдович отмечали: «…Для солидной научной монографии стиль книги В. В. Белецкого необычен во многих отношениях. Без преувеличения можно сказать, что она знаменует утверждение нового стиля в научной литературе… Книгу украшают и оживляют юмористические рисунки доктора физико-математических наук И. В. Новожилова и неожиданные, но уместные эпиграфы, от Рождественского до Булгакова, в стихах и в прозе. Не скучная лекция, а разговор с блестящим, знающим и остроумным собеседником — таково общее впечатление от книги…».

## Преподавательская деятельность
Помимо работы в институте, Белецкий с 1966 года работал по совместительству профессором на кафедре теоретической механики и мехатроники механико-математического факультета МГУ. Читал курсы лекций:
- Движение ИСЗ относительно центра масс
- Движение спутника относительно центра масс в гравитационном поле
- Влияние аэродинамики на вращательное движение искусственного спутника
- Динамика космического полёта
- Динамика робототехнических систем
- Динамика роботов и прикладные задачи устойчивости и стабилизации механических систем

Вёл семинары «Динамика космического полёта» и «Динамика относительного движения».

## Награды и премии
Научные достижения В. В. Белецкого отмечены многочисленными наградами и премиями:
- Медаль «Ветеран труда» — 1986
- Серебряная медаль ВДНХ — 1980, 1989
- Премия имени А. фон Гумбольдта, Германия — 1992
- Медаль Федерации космонавтики СССР им. М. В. Келдыша — 1991
- Медаль «В память 850-летия Москвы» — 1997
- Премия имени Ф. А. Цандера РАН — 1999
- Орден Дружбы — 2001
- Малой планете № 14790, открытой 30 июля 1970 года Тамарой Михайловной Смирновой в Крымской астрофизической обсерватории, присвоено имя Beletskij — 2001.

## Оценки
Профессор И. В. Новожилов в 1995 году так отзывался о Белецком: «Он — живой классик российской и всемирной науки, один из великолепнейших мужчин нашего времени. Обширный и доброжелательный, несуетный и шикарный, тамада на любом застолье, партнёр прекраснейших женщин в любом танце, жизнелюб и гурман. Видали бы вы его, когда он восторженно воздевает к Эйлеру длани, возвышаясь на кафедре! Слыхали бы вы, какими ликующе трубными звуками, как „опожаренный слон“, шествующий к священному Гангу, возвещает он о странных аттракторах, порождаемых эйлеровой задачей!»

## Книги
- Белецкий В. В.  Движение искусственного спутника Земли относительно центра масс. — М.: Наука, 1965. — 416 с.
- Белецкий В. В.  Очерки о движении космических тел. 3-е изд. — М.: Изд-во ЛКИ, 2009. — 432 с. — ISBN 978-5-382-00982-7.
- Белецкий В. В.  Движение спутника относительно центра масс в гравитационном поле. — М.: Изд-во МГУ, 1975. — 308 с.
- Белецкий В. В.  Двуногая ходьба: модельные задачи динамики и управления. — М.: Наука, 1984. — 288 с. Часть 1, Часть 2
- Белецкий В. В., Яншин А. М.  Влияние аэродинамических сил на вращательное движение искусственных спутников. — Киев: Наукова думка, 1984. — 187 с.
- Белецкий В. В., Хентов А. А.  Вращательное движение намагниченного спутника. — М.: Наука, 1985. — 287 с.
- Белецкий В. В., Левин Е. М.  Динамика космических тросовых систем. — М.: Наука, 1990. — 336 с. — ISBN 5-02-014302-2.
- Beletsky V. V.  Reguläre und chaotische Bewegung starrer Körper. — Stuttgart: Teubner-Verlag, 1995. — IV + 148 S. — ISBN 978-3-519-03229-8.
- Белецкий В. В., Хентов А. А.  Резонансные вращения небесных тел. — Нижний Новгород: Нижегородский гуманитарный центр, 1995. — 430 с. — ISBN 5-7565-0240-8.
- Белецкий В. В.  Регулярные и хаотические движения твёрдых тел. — Москва; Ижевск: Ин-т компьютерных исследований, 2007. — 132 с. — ISBN 978-5-939725-97-2.
- Белецкий В. В.  Шесть дюжин. — Москва; Ижевск, 2004. — 687 с. — ISBN 5-93972-343-8.